# Mansfield (Connecticut)
Mansfield è un comune di 24.558 abitanti degli Stati Uniti d'America, situato nella Contea di Tolland nello Stato del Connecticut.